# Kleinburg

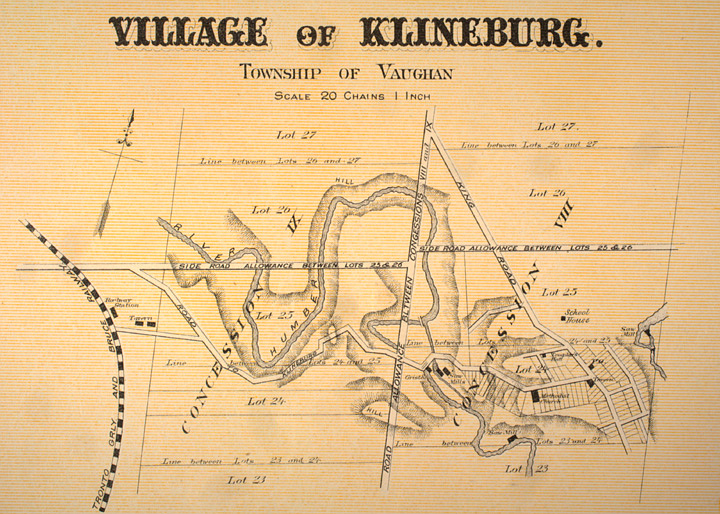
Historische kaart van Kleinburg, toen nog bekend als Klineburg, uit 1878.

Kleinburg is een plaats in Canada die behoort tot de stad Vaughan.
Het dorp werd gesticht door John Kline, een Canadees van Duitse komaf. De vertaling van Kleinburg is klein stadje.